# Abrotanella rostrata
Abrotanella rostrata là một loài thực vật có hoa trong họ Cúc. Loài này được Swenson mô tả khoa học đầu tiên năm 1996.